# Komhyr Ridge
Komhyr Ridge ist ein markanter Gebirgskamm in der antarktischen Ross Dependency. Im nordwestlichen Teil der Queen Elizabeth Range ragt er östlich des Hochstein Ridge auf.
Der United States Geological Survey kartierte ihn anhand eigener Tellurometervermessungen und Luftaufnahmen der United States Navy aus den Jahren von 1960 bis 1962. Das Advisory Committee on Antarctic Names benannte ihn 1966 nach dem Meteorologen Walter Dmytro Komhyr (* 1931), der im Rahmen des United States Antarctic Research Program zwischen 1963 und 1964 auf der McMurdo-Station tätig war.